# Dassamkandé
Dassamkandé är ett samhälle i Burkina Faso.   Det ligger i provinsen Bazega Province och regionen Centre-Sud, i den centrala delen av landet, 50 km sydost om huvudstaden Ouagadougou. Dassamkandé ligger 293 meter över havet och antalet invånare är 1 303.
Terrängen runt Dassamkandé är platt, och sluttar norrut. Närmaste större samhälle är Kombissiri, 12,6 km väster om Dassamkandé.
Omgivningarna runt Dassamkandé är en mosaik av jordbruksmark och naturlig växtlighet. Runt Dassamkandé är det ganska glesbefolkat, med 36 invånare per kvadratkilometer.